# Джон Кери
Джон Форбс Кери (на английски: John Forbes Kerry) е 68-и държавен секретар на САЩ във втората администрация на президента Барак Обама. Преди това е старшият сенатор от щата Масачузетс, 7-ият по старшинство сенатор и председател на Комисията по външни работи на Сената на САЩ.
Номиниран е за държавен секретар на САЩ от президента Барак Обама на 21 декември 2012 г. Той е кандидат-президент от Демократическата партия в президентските избори от 2004 г., но губи от републиканския президент Джордж У. Буш.
Kери е награден, след като се завръща от служба, като ветеран от Виетнамската война, и говорител срещу войната на ветераните от Виетнам. Преди да влезе в Сената, е заместник-губернатор на Масачузетс.

## Биография
Син на военнослужещ в Армейския въздушен корпус, Кери е роден в Аурора, Колорадо на 11 декември 1943 г. Учи в училище-пансион в Масачузетс и Ню Хампшир и в Йейлския университет, където завършва политология. През 1966 г. се записва във Флотския запас на САЩ и прекарва 4 месеца като офицер начело на бърз кораб през 1969 г. Кери получава няколко бойни медала по време на този тур, включително „Сребърна звезда“, „Бронзова звезда“ и 3 „Пурпурни сърца“. След като се връща в САЩ, Кери се присъединява към „Виетнамски ветерани срещу войната“. Става открит противник на войната, явявайки се пред сенатска комисия и считайки висшестоящите си за „военни престъпници“.
След като завършва Юридическия факултет на Бостънския колеж, Кери работи като помощник окръжен прокурор и съосновава частна фирма. Той е заместник-губернатор на Масачузетс при Майкъл Дукакис от 1983 до 1985 г., където работи върху ранен предвестник на Закона за чист въздух. Печели оспорвани демократически първични избори през 1984 г. за Сената на САЩ и встъпва в длъжност през януари 1985 г. В Комисията по външни работи на Сената води поредица изслушвания от 1987 до 1989 г., които предшестват аферата Иран-Контра. Рано подкрепя нашествието в Ирак през 2003 г., но става силен опонент на последвалата война.
Кери базира президентската си кампания от 2004 г. на противопоставяне срещу войната в Ирак. Той и неговият кандидат за вицепрезидент Джон Едуардс губят изборите с 34 електорални гласа (286 – 252). Оттогава е основал Комитета за политическо действие Keeping America's Promise.

## Официални посещения

### България
На 15 януари 2015 г. Джон Кери пристига на първото си официално посещение в България. Среща се с премиера Бойко Борисов. Обсъждат се стратегически въпроси, сред които отказът на България да реализира проекта за строеж на руския газопровод Южен поток и ситуацията в Украйна.

## За него
- Brinkley, Douglas. Tour of Duty: John Kerry and the Vietnam War.   New York, William Morrow & Company, 2004. ISBN 0-06-056523-3.
- Kranish, Michael, Mooney, Brian C., Easton, Nina J. John F. Kerry: The Complete Biography by The Boston Globe Reporters Who Know Him Best.   New York, PublicAffairs, 2004. ISBN 1-58648-273-4.
- McMahon, Kevin, Rankin, David, Beachler, Donald W. Winning the White House, 2004.   New York, Palgrave Macmillan, 2005. ISBN 1-4039-6881-0.
- O'Neill, John E., Corsi, Jerome R. Unfit for Command: Swift Boat Veterans Speak Out Against John Kerry.   Washington, DC, Regnery Publishing, 2004. ISBN 0-89526-017-4.